# Giovanni Gherardini
Giovanni Gherardini (Milano, 27 maggio 1778 – Milano, 8 gennaio 1861) è stato un librettista e lessicografo italiano.

## Biografia
Alunno del Collegio Ghislieri in Pavia, finiti gli studi di medicina, si dedicò alla letteratura.
Famoso specialmente per aver scritto il libretto per La gazza ladra di Gioachino Rossini, ha svolto però anche l'attività di lessicografo e in merito scrisse Lessigrafía italiana (1843).

## Opere
- Gli amori delle piante. Poema con note filosofiche di Erasmo Darwin medico di Derby. Traduzione dall'originale inglese di Giovanni Gherardini medico di Milano, Milano, Presso Pirotta e Maspero Stampatori-Librai, 1805  (2ª ed., Milano, Giusti, 1818 );
- Voci italiane ammissibili benché proscritte dall'Elenco del Sig. Bernardoni, Milano, Presso Giuseppe Maspero Librajo, 1812 ;
- Elementi di poesia ad uso delle scuole compilati da Giovanni Gherardini, Milano, Da Paolo Emilio Giusti, 1820  (3ª ed., Milano, Molina, 1847 );
- Voci e maniere di dire italiane additate a' futuri vocabolisti da Giovanni Gherardini, 2 voll., Milano, Per G. B. Bianchi e Comp.o, 1838-1840. Vol. 1 (lett. A), vol. 2 (lett. B-Z)
- Lessigrafía italiana o sia maniera di scrivere le parole italiane proposta da Giovanni Gherardini e messa a confronto con quella insegnata dal Vocabolario della Crusca, Milano, Tipografia di Gio. Batt. Bianchi di Giacomo, 1843 ;
- Appendice alle grammatiche italiane dedicata agli studiosi giovinetti da Giovanni Gherardini, seconda edizione ripassata dall'autore, Milano, Dalla Stamperìa di Paolo Andréa Molina, 1847 ;
- Supplimento a' vocabolarj italiani proposto da Giovanni Gherardini, 6 voll., Milano, Stamperia di Giuseppe Bernardoni, 1852-1857. Vol. 1 (A-B); vol. 2 (C-E); vol. 3 (F-K); vol. 4 (L-P); vol. 5 (Q-S); vol. 6 (T-Z).